# 다이웨구

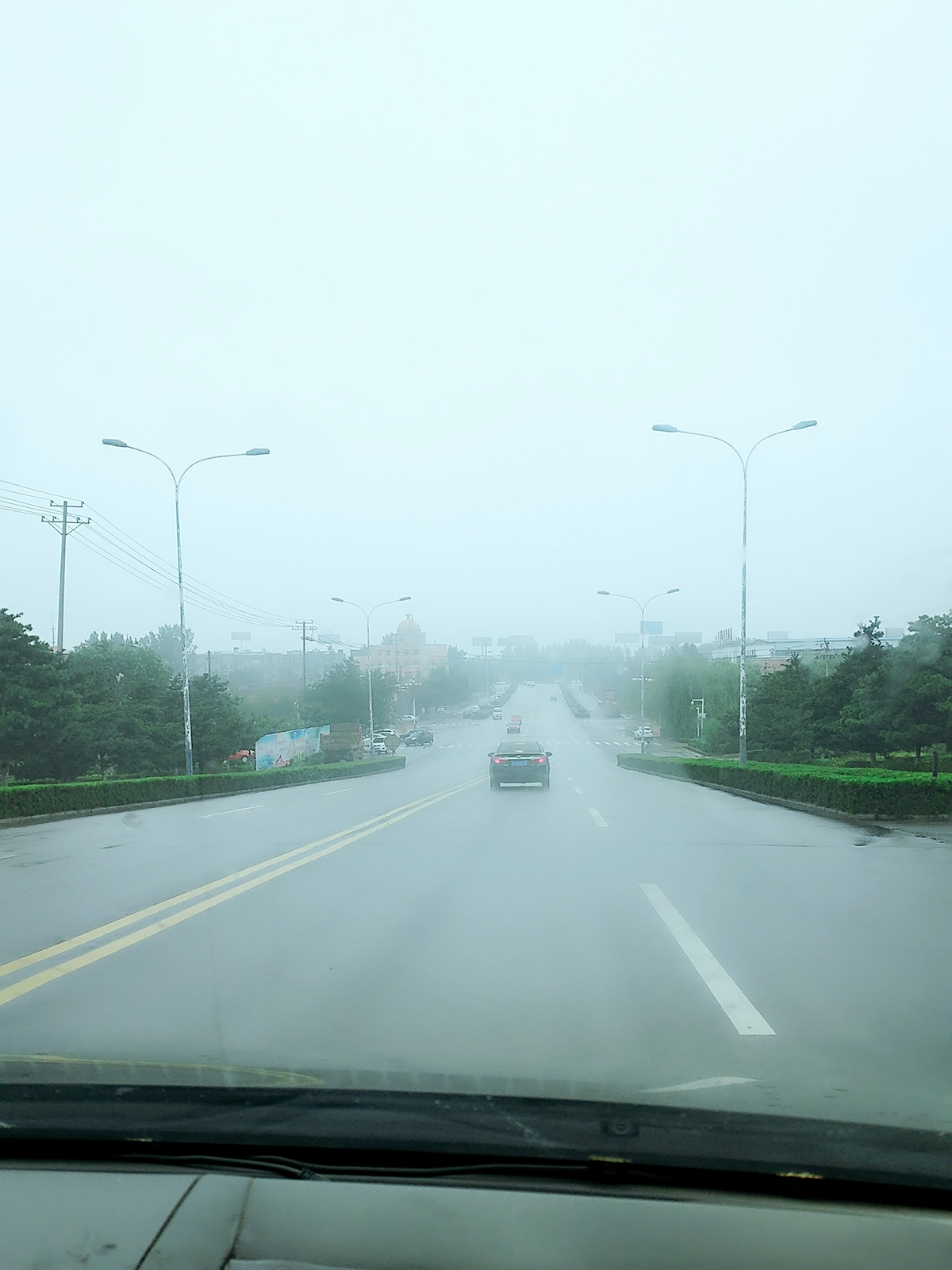
다이웨 구

다이웨구(한국어: 대악구, 중국어: 岱岳区, 병음: Dàiyuè Qū)는 중화인민공화국 산둥성 타이안 시의 현급 행정구역이다. 넓이는 1,750km2이고, 인구는 2007년 기준으로 970,000명이다.

## 행정 구역
2개 가도, 14개 진, 2개 향을 관할한다.
- 가도: 粥店街道, 天平街道.
- 진: 山口镇, 祝阳镇, 范镇, 角峪镇, 徂徕镇, 北集坡镇, 满庄镇, 夏张镇, 道朗镇, 黄前镇, 大汶口镇, 马庄镇, 房村镇, 良庄镇.
- 향: 下港乡, 化马湾乡.